# Hibara-See
Der Hibara-See (japanisch 桧原湖 Hibara-ko) ist ein See in der Präfektur Fukushima auf der japanischen Hauptinsel Honshū.
Entstanden ist der See nach dem letzten großen Ausbruch des Vulkans Bandai am 15. Juli 1888. Die dabei entstandene Trümmerlawine verschüttete mehrere Dörfer und ließ verschiedene Seen entstehen. Das Gebiet um den Vulkan bildet seit den 1950er-Jahren den Bandai-Asahi-Nationalpark.
Der Hibara-See ist der größte im nördlich des Vulkans gelegenen Gebiets Urabandai. Er hat eine Länge von 18 km und eine maximale Tiefe von 31 m und ist touristisch gut erschlossen: in den wärmeren Monaten zum Wandern und für Wassersport, im Winter zum Eisfischen.

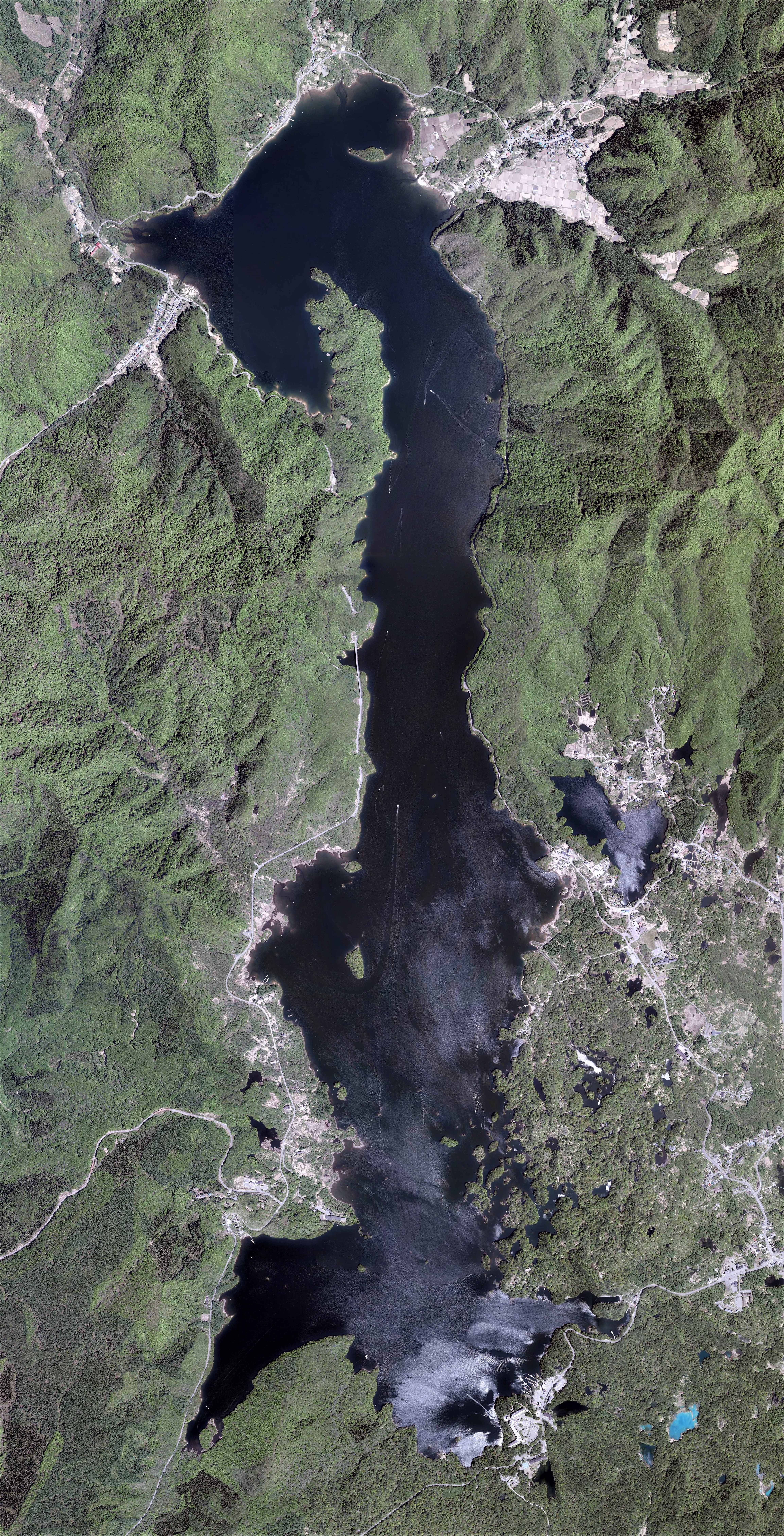
Luftbild (2016)
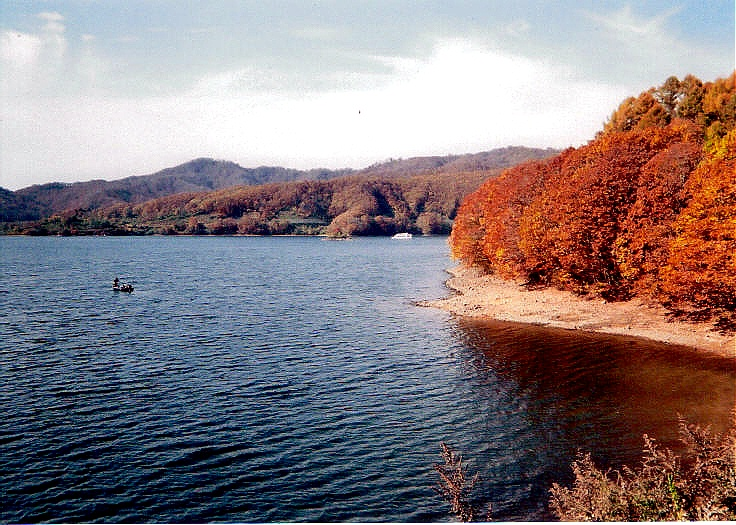
Hibara-See
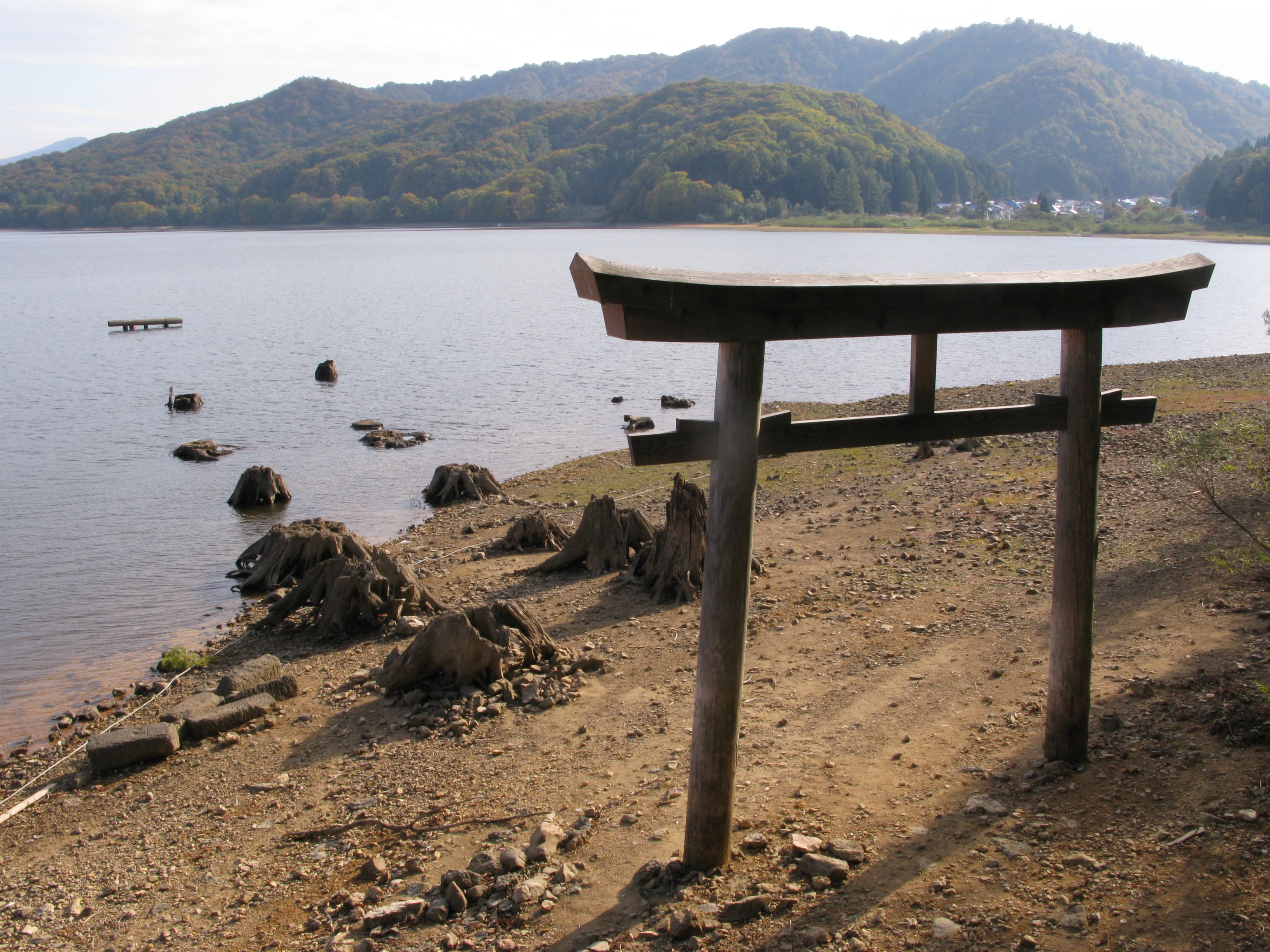
Ins Wasser führendes Torii
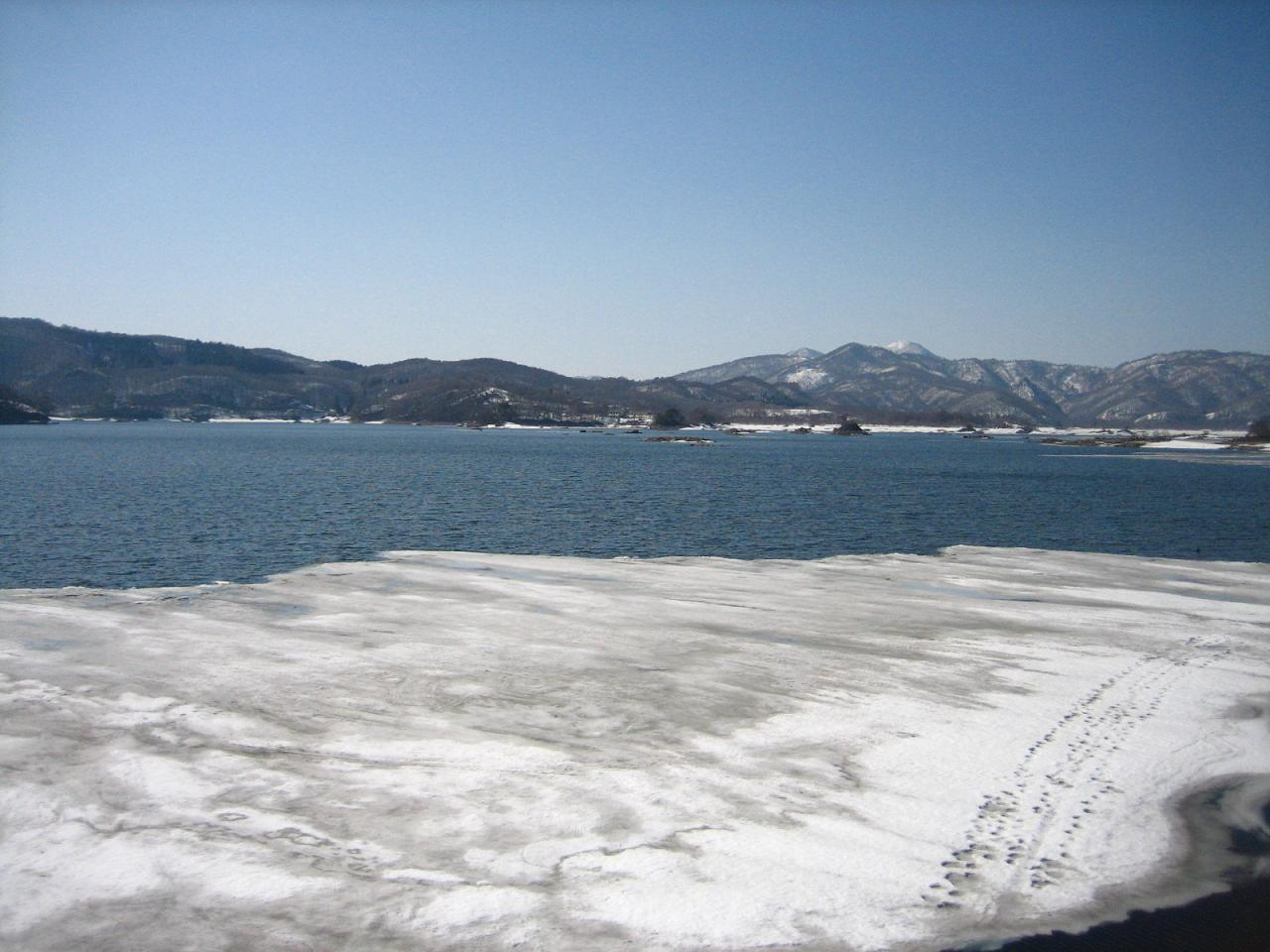
Hibara-See im Winter